# David Padilla Arancibia
David Padilla Arancibia (Sucre, 13 de agosto de 1927 — La Paz, 25 de setembro de 2016) foi um político boliviano e presidente de seu país entre 24 de novembro de 1978 e 8 de agosto de 1979.

## Vida
Natural de Sucre, Padilla nasceu em 13 de agosto de 1927. Juntando-se às Forças Armadas, ascendeu ao posto de Comandante do Exército. Ele estava servindo nessa posição quando depôs o governo também de fato do general Juan Pereda em 24 de novembro de 1978. Pereda assumiu a presidência em julho do mesmo ano simplesmente porque estava disponível para ele, muitos líderes militares se cansaram da constantes manipulações do ditador Hugo Banzer para seus fins políticos pessoais. Padilla, ao contrário, chegou ao poder como líder de um grupo de oficiais de orientação democrática comprometidos com o retorno do país ao regime democrático no menor período de tempo possível. Seu objetivo era simples: transferir o poder para quem vencesse as próximas eleições presidenciais e efetuar a retirada dos militares para seus quartéis e postos de operação, aos quais pertenciam. Por esse motivo, Padilla ganhou notoriedade durante sua curta (nove meses) estada no Palácio Quemado.
A eleição geral de 1 de julho de 1979, por outro lado, acabou sendo um fiasco. O candidato de esquerda Hernán Siles terminou em primeiro nas urnas, mas sem atingir a maioria de 50% necessária para a eleição direta. Assim, coube ao Congresso a definição do próximo Chefe do Executivo, conforme estipulado na Constituição. Para surpresa de muitos, o Congresso não conseguiu chegar a um acordo sobre nenhum candidato, independentemente do número de votos realizados. As posições endureceram e nenhuma solução parecia possível, até que uma alternativa foi oferecida na forma do Presidente do Senado, Wálter Guevara, que foi nomeado presidente por um ano enquanto se aguarda a convocação de novas eleições em 1980. Padilla transferiu devidamente o poder para Guevara em 8 de agosto de 1979, como havia prometido que faria. Ele deixou o palácio do governo como um ex -líder militar de fato quase universalmente respeitado - uma raridade na história da Bolívia.

Padilla morreu em La Paz em 25 de setembro de 2016, aos 89 anos.